# Новогнездилово
Новогнезди́лово — село в Сосковском районе Орловской области. Административный центр Кировского сельского поселения.

## География
Расположено на юге района, в 15 км к югу от села Сосково и в 3,5 км от границы с Дмитровским районом.

## Этимология
До середины XX века село чаще упоминалось под названием Гнездилово.

## История
Гнездилово упоминается как село с Дмитриевской церковью с начала XVIII века. В то время оно входило в состав Речицкого стана Кромского уезда. В середине XVIII века селом владели князья Трубецкие. К 1780-м годам Гнездилово перешло во владение к князю Дмитрию Михайловичу Голицыну (1721—1793). По его указанию в 1783 году здесь было построено новое, каменное здание Дмитриевского храма, просуществовавшее до советского времени.
В 1802 году село вошло в состав Дмитровского уезда Орловской губернии. В 1853 году в Гнездилово был 91 двор, проживало 818 человек (415 мужского пола и 403 женского). В 1860 году селом владела помещица Анна Максимовна Ратынская. Ей принадлежали 383 крестьянина и 11 дворовых мужского пола, проживавшие в 76 дворах. В ходе крестьянской реформы 1861 года село становится административным центром Гнездиловской волости Дмитровского уезда. В 1866 году в Гнездилово было 76 дворов, проживало 910 человек (443 мужского пола и 467 женского). В 1877 году в селе было 106 дворов, проживало 933 человека, действовали: церковь и часовня, 2 торговые лавки, а 23 апреля и 15 сентября устраивались ярмарки. В 1897 году в Гнездилово проживало 1029 человек (466 мужского пола и 563 женского); всё население исповедовало православие.
В конце XIX — начале XX века в селе находились имения помещиков Г. С. Вишневского, Королькова, Поползунова. В начале XX века в Гнездилово действовала казённая винная лавка. В 1923 году Гнездиловская волость была упразднена, село вошло в состав Лубянской волости.
В 1926 году в селе было 94 хозяйства (в том числе 92 крестьянского типа), проживало 483 человека (239 мужского пола и 244 женского), действовали: школа 1-й ступени, пункт ликвидации неграмотности, изба-читальня, государственное торговое заведение IV разряда, кооперативное торговое заведение III разряда, частные торговые заведения II и III разрядов, агрономический пункт. В то время Гнездилово было административным центром Гнездиловского сельсовета Лубянской волости Дмитровского уезда. С 1928 года в составе Сосковского района. В 1937 году в селе было 207 дворов. Во время Великой Отечественной войны, с октября 1941 года по август 1943 года находилось в зоне немецко-фашистской оккупации. 

## Дмитриевский храм
Церковный приход в селе Гнездилово существовал, по меньшей мере, с начала XVIII века. В 1783 году на средства владельца села, князя Дмитрия Михайловича Голицына, и с благословения севского епископа Дамаскина было построено каменное здание храма, освящённого в честь царевича Дмитрия Углицкого. Церковь была однопрестольной. 
В начале XX века причт храма состоял из трёх человек: священника, диакона и псаломщика. В распоряжении церкви имелось 142 десятины земли, братский доход причта составлял 1170 рублей в год. В 1903 году в приходе храма числилось 2078 душ мужского пола. Приход состоял из села Гнездилово и деревень: Бородинки, Волчьи Ямы, Гончаровка, Городище, Дерюгино, Лебяжье и Толмачёво.
3 сентября 1903 года храм посетил орловский епископ Ириней. При этом было составлено описание церкви, её прихода а также деятельности причта:

Однопрестольный каменный храм этот представляет прекрасное и величественное сооружение с оригинальной звонницей, которая, не представляя отдельной колокольни, устроена на четырёх колоннах над трапезной частью храма. Хорош и благолепен и иконостас здесь, устроенный в итальянском вкусе. В числе икон храма замечательна по древности местночтимая икона Святого Николая. В храме обращают на себя внимание также медальоны лепной работы над северной и южной стенами под куполом, в которых изображены слова — на северной стороне: Вознесу Тя, Боже мой, Царю мой, и благословлю имя Твое въ вѣкъ и въ вѣкъ вѣка (Пс. 144, 1), а на южной: Вси языцы восплещите руками, воскликните Богу гласомъ радованія: яко Господь вышній страшенъ, Царь велій по всей земли (Пс. 46, 1, 2). Кажется, это мысль храмоздателя — выразить в приведенных изречениях те благочестивые чувства, которыми он одушевлялся в деле храмоздательства. С незапамятных времён существует здесь деревянная часовня на источнике с прекрасной и слывущей за целебную водой.— Орловские епархиальные ведомости, 1903 год, № 40, стр. 856
Епископ Ириней отметил, что в приходе слабо развито церковное пение, а также отсутствует пастырская деятельность: прихожане мало посещали храм. 
Священниками храма в разное время были: Пётр Истомин (1881 год), Иоанн Успенский (1897 год), Николай Воронцов (?—1903), Димитрий Покровский (1903—?) и другие. Диаконами служили: Георгий Яковлев (?—1903) и другие. Псаломщиками служили: Николай Троепольский (1903—?) и другие. В советское время храм был закрыт и до наших дней не сохранился.

## Население
| Годы      | 1853 | 1866 | 1877 | 1897 | 1926 | 1981 | 2002 |
| --------- | ---- | ---- | ---- | ---- | ---- | ---- | ---- |
| Население | 818  | 910  | 933  | 1029 | 483  | 220  | 152  |

| 2002 | 2010 |
| ---- | ---- |
| 152  | ↘96  |

## Улицы
В селе 3 улицы:
- Заречная
- Почтовая
- Садовая